# سولکووتس
سولکووتس (به چکی: Sulkovec) یک منطقهٔ مسکونی در جمهوری چک است که در ناحیه ژدار ناد سازاووو واقع شده‌است. سولکووتس ۸٫۵۴ کیلومتر مربع مساحت و ۱۸۸ نفر جمعیت دارد و ۶۸۳ متر بالاتر از سطح دریا واقع شده‌است.